# Jaltomata yungayensis
Jaltomata yungayensis är en potatisväxtart som beskrevs av T. Mione och S. Leiva G. Jaltomata yungayensis ingår i släktet jaltomator, och familjen potatisväxter. Inga underarter finns listade i Catalogue of Life.